# 桑德蘭大學
新特蘭大學（英語：University of Sunderland）是一座位於東北英格蘭新特蘭的公立大學。

## 歷史
新特蘭大學在1992年獲大學資格。大英國協大學協會和Universities UK成員被《衛報》評為2001年英格蘭最佳新大學，2012年將其列在國內第49名。1998年，普特南勳爵任該大學第一任校監。
2012年4月28日在倫敦金絲雀碼頭開設新校區。
2017年3月，新特蘭大學在香港中環開設分校。

## 校友
- 趙哲妤
- 東尼·史考特

## 外部連結
- University of Sunderland （页面存档备份，存于）
- Sunderland Student Union （页面存档备份，存于）
- North East Photography Network （页面存档备份，存于）
- Northern Centre of Photography （页面存档备份，存于）